# Emmo Lempert
Emmo Lempert (* 15. Dezember 1953) ist ein deutscher Geschäftsführer und Produzent der Studio Hamburg Serienwerft. 

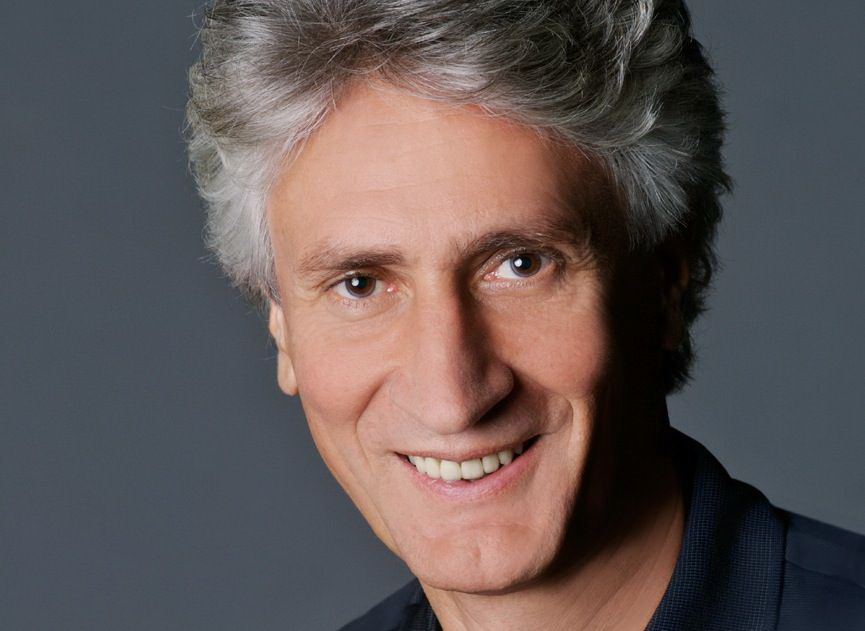
Emmo Lempert

## Leben
Seine Laufbahn im TV begann Emmo Lempert als Regisseur.
Er produzierte von 2009 bis 2021 die ARD Telenovela Rote Rosen und andere Serien. Zuvor war der  Literaturwissenschaftler und Historiker als Producer und Produzent bei Erfolgsserien wie Gute Zeiten, schlechte Zeiten, Polizeiruf 110 und Wolffs Revier tätig. 
Lempert verantwortete aber auch TV-Movies, Kinderserien und Kinofilme wie 2010 Hanni und Nanni mit zwei Sequels  und Die Stille nach dem Schuss von Volker Schlöndorff (EJ: 2000).  
Er ist Mitglied der deutschen und europäischen Filmakademie, der International Academy of Television Arts & Sciences sowie der deutschen Fernsehakademie.

## Filmografie (Auswahl)

### Kino-undFernsehfilme
- 1999: Einfach raus
- 1999: Polizeiruf 110 Mordsfreunde
- 2000: Die Stille nach dem Schuss
- 2000: Polizeiruf 110 Bis zur letzten Sekunde
- 2000: Polizeiruf 110 Blutiges Eis
- 2000: Mutter wider Willen
- 2001: Polizeiruf 110 Kurschatten
- 2001: Polizeiruf 110 Jugendwahn
- 2001: Polizeiruf 110 Zerstörte Träume
- 2001: Venus & Mars
- 2001: Scheidung mit Hindernissen
- 2001: Sonnenlanze
- 2001: Das Geheimnis von Blackrose Castle
- 2002: Polizeiruf 110 Henkersmahlzeit
- 2002: Vater braucht eine Frau
- 2002: Liebe ist die halbe Miete
- 2002: Das Geheimnis meiner Mutter
- 2002–2004: SK Kölsch
- 2002–2004: Wolffs Revier
- 2002–2004: Montage
- 2004–2007: Die Fallers
- 2008: Meine wunderbare Familie
- 2010: Hanni & Nanni

### Daily Soaps
- Rote Rosen
- Wege zum Glück
- Verbotene Liebe
- Gute Zeiten, schlechte Zeiten
- Die Wagenfelds
- Unter uns